# Angela Schmidt-Foster
Angela Schmidt-Foster (* 6. Januar 1960 in Woodstock) ist eine ehemalige kanadische Skilangläuferin.

## Werdegang
Schmidt-Foster trat bei den Olympischen Winterspielen 1980 in Lake Placid erstmals international in Erscheinung. Dort belegte sie den 29. Platz über 5 km, den 23. Rang über 10 km und den achten Platz mit der Staffel. Im Januar 1982 lief sie in La Bresse ihr erstes Weltcupeinzelrennen, welches sie auf dem 13. Platz über 5 km beendete. Bei den nordischen Skiweltmeisterschaften 1982 in Oslo errang sie den 19. Platz über 10 km und bei den Olympischen Winterspielen 1984 in Sarajevo den 39. Platz über 5 km und den 36. Platz über 10 km. In der Saison 1986/87 erreichte sie in Canmore mit dem dritten Platz über 10 km klassisch ihre einzige Podestplatzierung im Weltcupeinzel und mit dem 20. Platz im Gesamtweltcup ihr bestes Gesamtergebnis. Bei den nordischen Skiweltmeisterschaften 1987 in Oberstdorf kam sie auf den 14. Platz über 10 km klassisch. Ihre besten Platzierungen bei den Olympischen Winterspielen 1988 in Calgary waren der 32. Platz über 5 km klassisch und der neunte Platz mit der Staffel. Bei den nordischen Skiweltmeisterschaften 1989 in Lahti lief sie auf den 21. Platz über 10 km klassisch, auf den 18. Rang über 15 km klassisch und auf den achten Platz mit der Staffel und bei den nordischen Skiweltmeisterschaften 1991 im Val di Fiemme auf den 18. Platz über 15 km klassisch, auf den 17. Rang über 5 km klassisch und auf den 11. Platz mit der Staffel. Ihren letzten internationalen Wettbewerb absolvierte sie bei den Olympischen Winterspielen 1992 in Albertville. Dort belegte sie den 51. Platz im Verfolgungsrennen, den 39. Platz über 5 km klassisch, den 29. Platz über 15 km klassisch und den 11. Platz mit der Staffel.

## Teilnahmen an Weltmeisterschaften und Olympischen Winterspielen

### Olympische Spiele
- 1980 Lake Placid: 8. Platz Staffel, 23. Platz 10 km, 29. Platz 5 km
- 1984 Sarajevo: 36. Platz 10 km, 39. Platz 5 km
- 1988 Calgary: 9. Platz Staffel, 32. Platz 5 km klassisch, 38. Platz 10 km klassisch, 44. Platz 20 km Freistil
- 1992 Albertville: 11. Platz Staffel, 29. Platz 15 km klassisch, 39. Platz 5 km klassisch, 51. Platz 10 km Verfolgung

### Nordische Skiweltmeisterschaften
- 1982 Oslo: 19. Platz 10 km
- 1987 Oberstdorf: 7. Platz Staffel, 14. Platz 10 km klassisch, 16. Platz 5 km klassisch, 23. Platz 20 km Freistil
- 1989 Lahti: 8. Platz Staffel, 18. Platz 15 km klassisch, 21. Platz 10 km klassisch
- 1991 Val di Fiemme: 11. Platz Staffel, 17. Platz 5 km klassisch, 18. Platz 15 km klassisch

## Platzierungen im Weltcup

### Weltcup-Statistik
Die Tabelle zeigt die erreichten Platzierungen im Einzelnen.
- 1.–3. Platz: Anzahl der Podiumsplatzierungen
- Top 10: Anzahl der Platzierungen unter den ersten zehn
- Punkteränge: Anzahl der Platzierungen innerhalb der Punkteränge
- Starts: Anzahl gelaufener Rennen in der jeweiligen Disziplin
- Hinweis: Bei den Distanzrennen erfolgt die Einordnung gemäß FIS.

| Platzierung         | Distanzrennen a | Distanzrennen a | Distanzrennen a | Distanzrennen a | Distanzrennen a | Skiathlon Verfolgung | Sprint | Etappen- rennen b | Gesamt | Team c | Team c  |
| Platzierung         | ≤ 5 km          | ≤ 10 km         | ≤ 15 km         | ≤ 30 km         | > 30 km         | Skiathlon Verfolgung | Sprint | Etappen- rennen b | Gesamt | Sprint | Staffel |
| ------------------- | --------------- | --------------- | --------------- | --------------- | --------------- | -------------------- | ------ | ----------------- | ------ | ------ | ------- |
| 1. Platz            |                 |                 |                 |                 |                 |                      |        |                   |        |        |         |
| 2. Platz            |                 |                 |                 |                 |                 |                      |        |                   |        |        |         |
| 3. Platz            |                 | 1               |                 |                 |                 |                      |        |                   | 1      |        |         |
| Top 10              |                 | 1               |                 |                 |                 |                      |        |                   | 1      |        | 4       |
| Punkteränge         | 3               | 3               |                 | 1               |                 |                      |        |                   | 7      |        | 6       |
| Starts              | 13              | 9               | 4               | 4               |                 | 2                    |        |                   | 32     |        | 6       |
| Stand: Karriereende |                 |                 |                 |                 |                 |                      |        |                   |        |        |         |

### Weltcup-Gesamtplatzierungen
| Saison  | Platz | Punkte |
| ------- | ----- | ------ |
| 1981/82 | 42.   | 10     |
| 1982/83 | 31.   | 16     |
| 1983/84 | 41.   | 8      |
| 1986/87 | 20.   | 20     |